# Province de Maha Sarakham
Maha Sarakham (en thaï : มหาสารคาม) est une province (changwat) de Thaïlande.

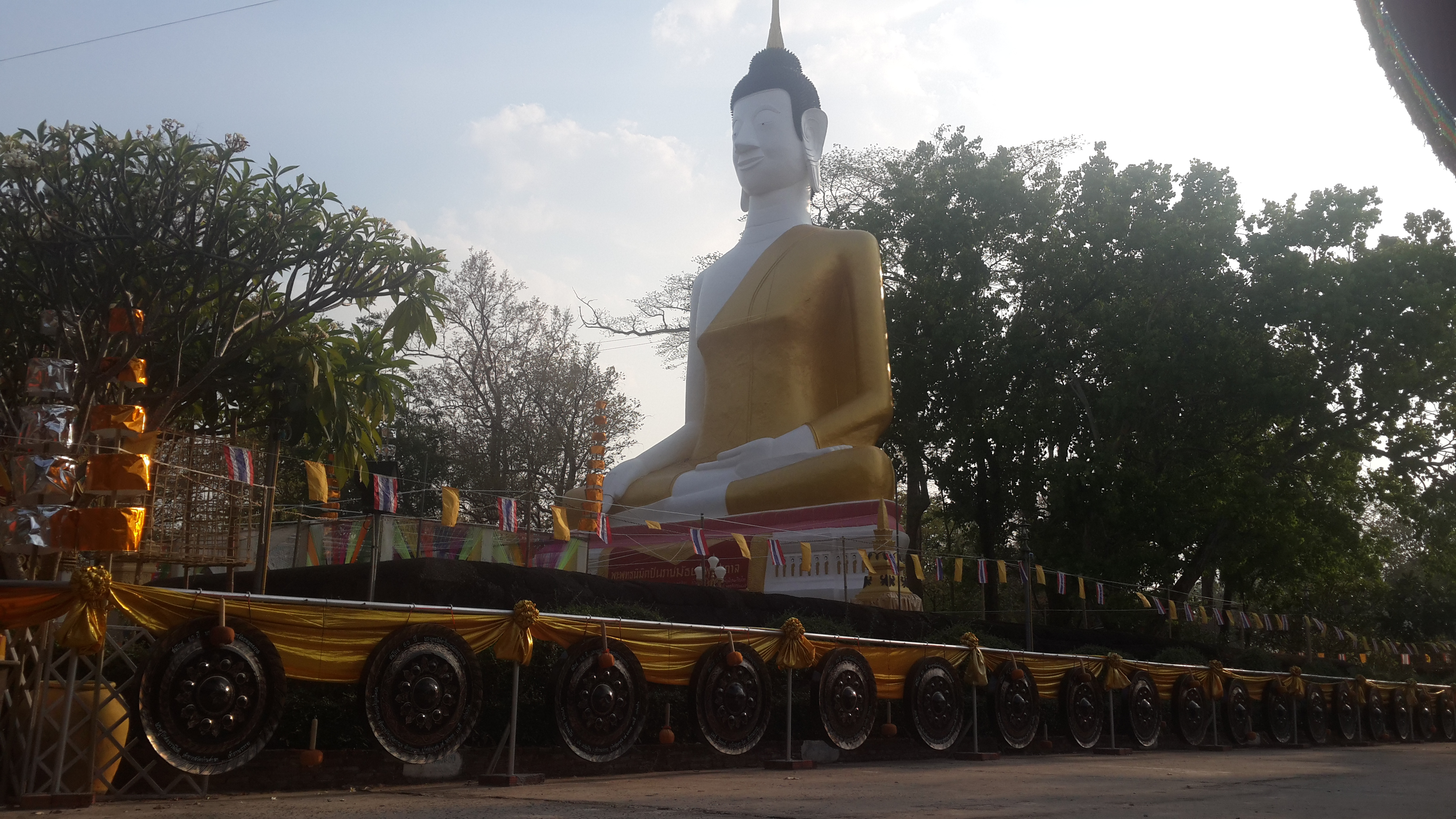
Wat Kusuntararam

Elle est située dans le nord-est du pays. Sa capitale est la ville de Maha Sarakham.

## Subdivisions

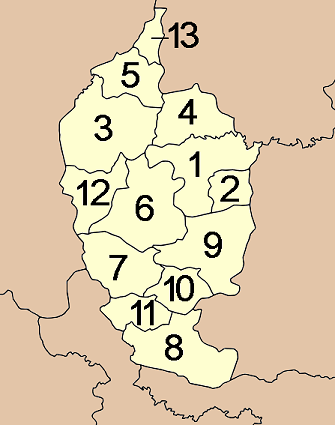
Carte des amphoe de la province de Maha Sarakham.

Maha Sarakham est subdivisée en 13 districts (amphoe) : Ces districts sont eux-mêmes subdivisés en 133 sous-districts (tambon) et 1 804 villages (muban).
| 1. Mueang Maha Sarakham 2. Kae Dam 3. Kosum Phisai 4. Kantharawichai 5. Chiang Yuen 6. Borabue 7. Na Chueak | 1. Phayakkhaphum Phisai 2. Wapi Pathum 3. Na Dun 4. Yang Sisurat 5. Kut Rang 6. Chuen Chom |